# Scott County (Minnesota)
 For alternative betydninger, se Scott County. (Se også artikler, som begynder med Scott County)
Scott County er et county i den amerikanske delstat Minnesota. Scott County ligger i den sydøstlige del af delstaten og grænser op til Hennepin County i nord, Dakota County i øst, Rice County og Le Sueur County i sydvest, Sibley County i vest og mod Carver County i nordvest.
Scott Countys totale areal er 955 km², hvoraf 31 km² er vand. I 2000 havde Scott County 89.498 indbyggere. Det administrative centrum ligger i byen Shakopee.
Scott County blev grundlagt i 1853 og har fået sit navn efter general Winfield Scott.
44°39′N 93°32′V / 44.65°N 93.53°V